# Suovas
Suovas (uttal: /suɔvas/; nordsamiska och lulesamiska för "rökt") är olika former av saltat och lätt rökt renkött. Före rökningen ska köttet saltas. Det kan ske antingen med torrsaltning då grovsalt strös över köttet som sen får ligga ungefär ett dygn eller genom att låta det ligga i 10 % saltlake i ett dygn. Rökningen görs vanligen med sälg som ger en mild röksmak till köttet och dessutom fungerar som en konserveringsmetod. Köttet skivas tunt och steks hastigt på hög värme just före servering. 

## Användning

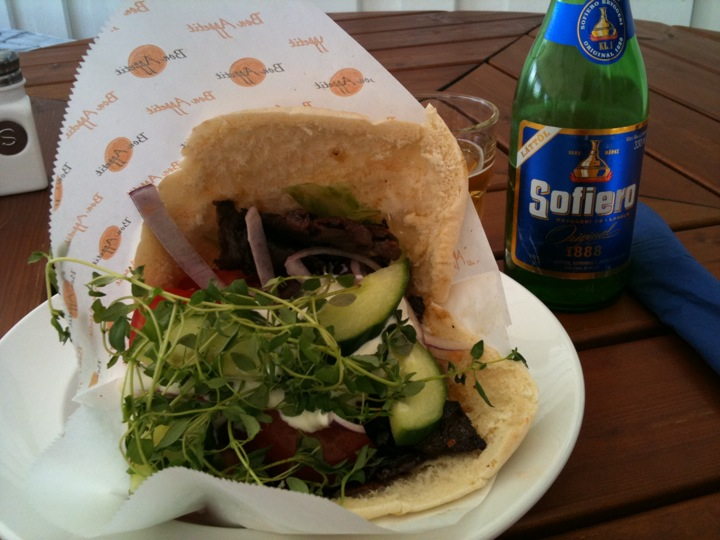
Suovas i bröd.

Man kan äta suovas tillsammans med potatismos och sylt (oftast lingonsylt) och någon form av sås.
Suovas serveras ofta vid till exempel festivaler eller liknande arrangemang, i pitabröd med sallad till.